# Zungbach
Der Zungbach oder Tablatbach ist ein 2,7 Kilometer langer rechter Zufluss der Sitter im Schweizer Kanton Appenzell Innerrhoden.

## Geographie

### Verlauf
Der Zungbach entspringt zwei Quellen am Gehrenberg östlich von Schlatt auf dem Gemeindegebiet von Schlatt-Haslen. Der 250 Meter lange rechte Quellbach entspringt auf ca. 1006 m ü. M. beim Hof Sonder, der 190 Meter lange linke Quellbach entspringt auf ca. 985 m ü. M. beim Hof Marbach. Der Bach fliesst meist nach Südwesten und bildet fast auf seinem gesamten Lauf die Grenze zwischen den Bezirken Appenzell und Schlatt-Haslen. Der Bach mündet bei Lank auf 741 m ü. M. von rechts in den Oberlauf der Sitter.

### Einzugsgebiet
Das 2,58 km² grosse Einzugsgebiet des Zungbachs liegt im Schweizer Mittelland und wird durch ihn über die Sitter, die Thur und den Rhein zur Nordsee entwässert.
Es besteht zu 28,3 % aus Bestockter Fläche, zu 67,1 % aus Landwirtschaftsfläche, zu 4,5 % aus Siedlungsfläche und zu 0,1 % aus unproduktiven Flächen.
Die Flächenverteilung
Die mittlere Höhe des Einzugsgebietes beträgt 952 m ü. M., die minimale Höhe liegt bei 742 m ü. M. und die maximale Höhe bei 1108 m ü. M.